# 烏拉索沃-魯薩尼夫卡
49°36′43″N 27°33′36″E / 49.61194°N 27.56000°E
烏拉索沃-魯薩尼夫卡（烏克蘭語：Уласово-Русанівка）是位於烏克蘭西部的村莊，由赫梅利尼茨基州裡赫梅利尼茨基區的舊西尼亞瓦市鎮負責管轄。該村始建於1535年，面積1.204平方公里，海拔高度276米，2001年人口370。